# ثايمس سنتر (أونتاريو)
ثايمس سنتر، أونتاريو (بالإنجليزية: Thames Centre)‏ هي مدينة كندية تقع في مقاطعة أونتاريو. تبلغ مساحة هذه المدينة 433.8043 (كم²)، ويبلغ عدد سكانها 13085 نسمة حسب إحصاء سنة 2006 م، بينما كان يسكنها 12473 نسمة في سنة 2001 م. تحتل هذه المدينة المرتبة رقم 281 بين مدن كندا حسب عدد السكان والمرتبة رقم 109 في المقاطعة. نما عدد السكان في هذه المدينة بنسبة (4.9) بين العامين المذكورين.

## أعلام
- نيلسون إليوت

## وصلات خارجية
- الأطلس الحكومي لكندا
- إحصاءات كندا مع ساعة تعداد السكان